# Havlíčkova kolonie
Havlíčkova kolonie je základní sídelní jednotka v Českých Budějovicích. Je součástí části obce a katastrálního území České Budějovice 6. Nachází se mezi tokem řeky Malše, Mánesovou ulicí, ulicí U Elektrárny, Mlýnskou stokou a ulicí Karla Buriana. Z jihu ji uzavírá park u Malého jezu na Malši. Představuje nejhodnotnější soubor modernistické architektury (především funkcionalistické vily a obytné domy) v Českých Budějovicích. Počet obyvatel poklesl z 3150 v roce 1991 na 2611 obyvatel podle obvyklého pobytu v roce 2011.

## Historie
Prostor dnešní Havlíčkovy kolonie (tehdy nazývaný Pumperhölzel) byl ještě na začátku 20. století převážně nezastavěný – na jeho zemí se rozkládalo několik rybníků a skladiště dříví firmy Löwy&Winterberg. V roce 1908 vznikl první návrh vilové zástavby od architekta Siegfrieda Sitteho, syna známého urbanisty Camilla Sitteho. V roce 1909 zde plánování nové výstavby Stavební družstvo dělnických a rodinných domků pro České Budějovice a okolí, do jehož názvu bylo připojeno v roce 1911 jméno Havlíček, odkazující k osobnosti českého novináře a básníka Karla Havlíčka Borovského. Z názvu tohoto stavebního družstva bylo odvozeno pojmenování celé čtvrti. Výstavba vil a družstevních rodinných domů se zde začala uskutečňovat ještě před 1. světovou válkou. Zásadní fází výstavba vil a bytových domů ovšem čtvrť prošla v období mezi světovými válkami. Z části se jednalo o výsledek činnosti zde působících stavebních družstev, zčásti o individuální výstavbu. 
Vily a rodinné domy z velké části obklopovaly zahrady. Bytové domy přiléhající k uličním frontám měly zahrady umístěny ve vnitroblocích. Obchody a služby byly již v tomto období soustředěny do ulice Marie Vydrové, která tvoří pomyslnou střední osu Havlíčkovy kolonie, a z menší části do příčné Čechovy ulice. 
V roce 1931 zřídilo město na řece Malši mezi Malým (Pivovarským) jezem a železničním mostem veřejné koupaliště spolu s brouzdalištěm pro děti (Malé Benátky). Během amerického náletu 24. března 1945 s cílem zasáhnout nedaleké vlakové nádraží byly poškozeny některé zdejší domy.
Ve vnitrobloku domů na nároží ulic Roháče z Dubé a Čechova byla na počátku 30. let vystavěna mateřská škola. Na sklonku 60. let byl dokončen nový areál mateřské školky na konci ulice Zeyerovy. Ve stejném období v Havlíčkově kolonii postupně vznikla řada vícepodlažních domů s nájemními byty, situovaných do proluk mezi staršími budovami nebo do té doby nezastavěných ploch. V některých případech tím byla zmenšen výměr původních zahrad kolem výstavnější vilové zástavby (např. Vila Ernestiny Westenové).
Výstavba rodinných domů pokračuje v omezené míře do současnosti. Zároveň dochází k rekonstrukcím domů (mnohdy necitlivým k jejich architektonické hodnotě), k zateplování fasád či ke komplexním přestavbám. Charakter čtvrti však nadále zůstává primárně rezidenční.
Při povodni v srpnu roku 2002 patřila Havlíčkova kolonie spolu se čtvrtěmi Mladé a Rožnov k nejvíce zasaženým oblastem Českých Budějovic. Rozvodněná Malše strhla pěší lávku spojující Havlíčkovu kolonii s Lineckým předměstím. Rok nato byl na jejím místě nový silniční Modrý most. Návrh protipovoďnových opatření, který měl výrazně zasáhnout do zeleně podél Malše, ovšem nebyl realizován v reakci na nesouhlas obyvatel, občanského sdružení Malše a iniciativy Zachraňme Malák. S obdobným nesouhlasem se setkal záměr výstavby silničního mostu přes park u Malého jezu. Od roku 2021 působí v Havlíčkově kolonii iniciativa Sousedé z Havlindy, která usiluje o kultivaci komunitního života obyvatel čtvrti a zprostředkování jejich zájmů veřejné správě.

## Architektura
Z období 1. poloviny 20. století se v Havlíčkově kolonii nachází řada hodnotných staveb, z nichž některé spadají pod památkovou ochranu.
- Dvojdům v ulici Marie Vydrové 14/16 a rodinný dům v Zeyerově 10 (1911–1912, arch. Josef Pfeffermann), první realizace družstva Havlíček[2]
- Vila Karla Fabiána (1912–1913, arch. František Petráš) ve stylu geometrické moderny či secese (Vrchlického nábřeží 10)[9]
- Vila Ernestiny Westenové (1912–1913, arch. Hans Dworzak a Pompeo Ritter von Wolff) odrážející folkloristické tendence v secesní architektuře a dobový vídeňský novoklasicismus (Dukelská 23)[10][11]
- Rodinné domky vystavěné stavebním družstvem Havlíček v bloku mezi ulicemi Marie Vydrové, Na nábřeží, Mayerova a Dukelská a v severní části bloku mezi ulicemi Marie Vydrové, Dukelská, Zeyerova a Budovcova (1913–1915)[2]
- Vila stavebního podnikatele Františka Petráše (1915–1916, přístavba 1929) dle svého návrhu a s použitím vlastních konstrukčně stavebních prvků, zejména betonové skořepiny pro střechu a pohledových cihel Petrášek v exteriéru (Dukelská 25)[12][13]
- Bytové domy stavebního družstva Havlíček z průběhu 20. let projektované Františkem Petrášem (Roháče z Dubé 6 a 8, Čechova 36 a Marie Vydrové 23) či Františkem Peškem (Roháče z Dubé 2 a Zeyerova 3). Fasády čtyř z nich byly doplněny reliéfy čtyř osobností české historie (Jan Roháč z Dubé) a českojazyčné literatury (K. H. Borovský, Svatopluk Čech a Julius Zeyer)[2]
- Funkcionalistiká vila manželů Svobodových (1931, arch. Karel Chochola) v Dukelské 66.[14][15]
- Nájemní dům na nároží ulic Čechovy a Roháče z Dubé (1932) s restaurací Havlíček (Čechova 34)[2]
- Nájemní domy Československé tabákové režie (1933, arch. Karel Chochola) pro zaměstnance nedaleké tabákové továrny (Marie Vydrové, Čechova a Roháče z Dubé)[16][17]
- Funkcionalistický rodinný dům Aloise Zimmermanna (1932–1933, arch. Richard Podzemný, Kamil Ossendorf, Hans Richter) se dvěma byty (Dukelská 76)[18]
- Funkcionalistiký rodinný dům JUDr. Františka Švece (1933–1934, arch. Richard Podzemný, Kamil Ossendorf, Hans Richter) ovlivněný architektonickými koncepcemi Le Corbusiera (Dukelská 80)[19][20]
- Funkcionalistická vila Františka Petráše (1939–1940) podle vlastního návrhu s keramickým obkladem na fasádní ploše schodiště (Dukelská 95)[21]

Do podoby čtvrti zasáhla i výstavba dalších desetiletí, např. stavbou vícepodlažních bytových domů ve stylu socialistického realismu v 1. polovině 50. let na Vrchlického nábřeží a v ulicích Mánesova, Polní, Budovcova a Čechova. Na boční fasádě posledně jmenovaného byl podle návrhu českobudějovického malíře Jana Hally proveden rozměrný výjev výlovu rybníka v technice sgrafito.   

## Ulice
Do Havlíčkovy kolonie zasahují tyto ulice:
- Vrchlického nábřeží
- Brožíkova
- Havlíčkova
- Na Nábřeží
- Dukelská
- Zeyerova
- Čechova
- Polní
- Luční
- Roháče z Dubé
- Marie Vydrové
- Mayerova
- Budovcova
- Kaplířova
- Karla Buriana

## Galerie

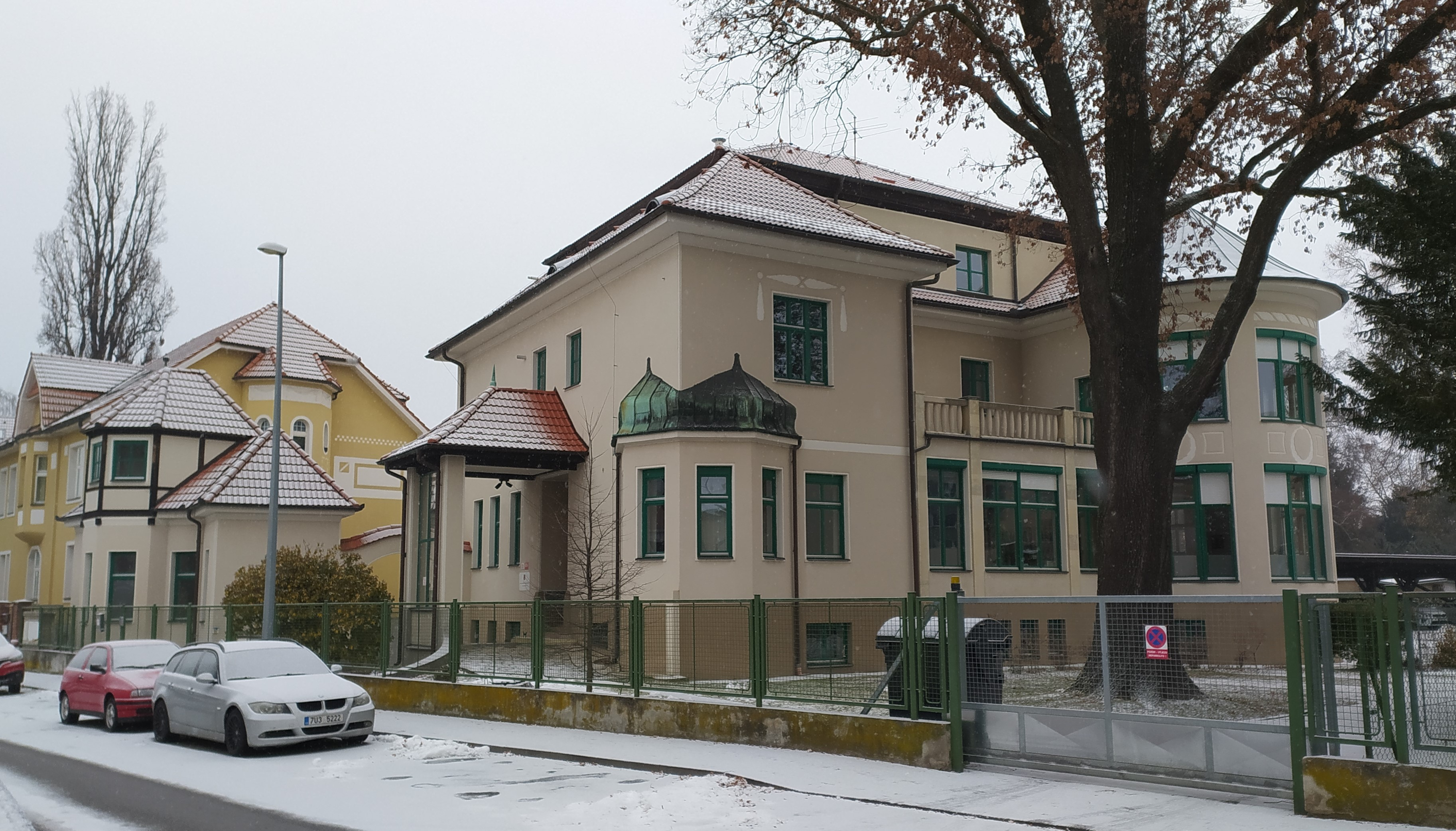
Vila Ernestiny Westenové (1912–1913)
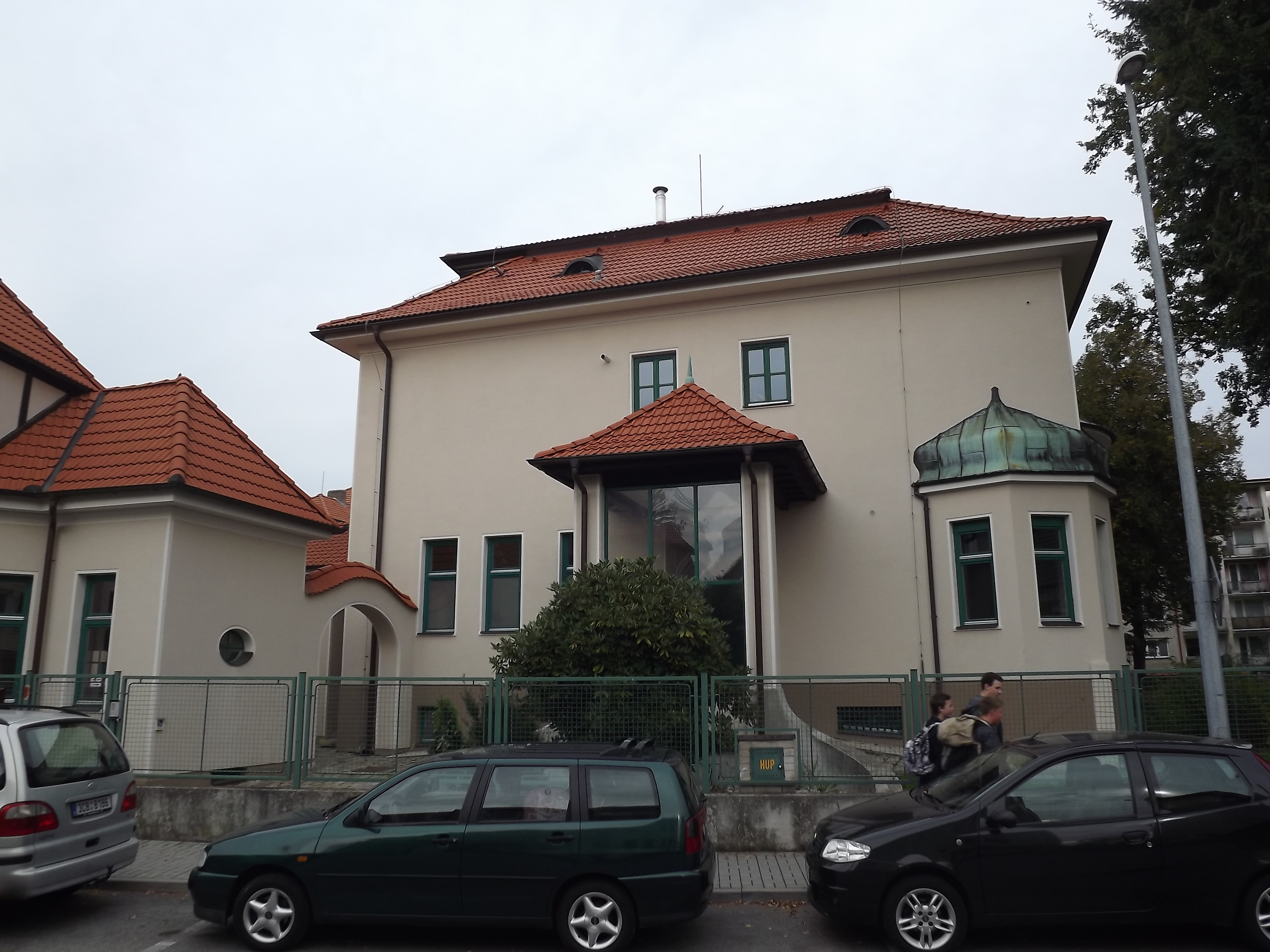
Vila Ernestiny Westenové (1912–1913)
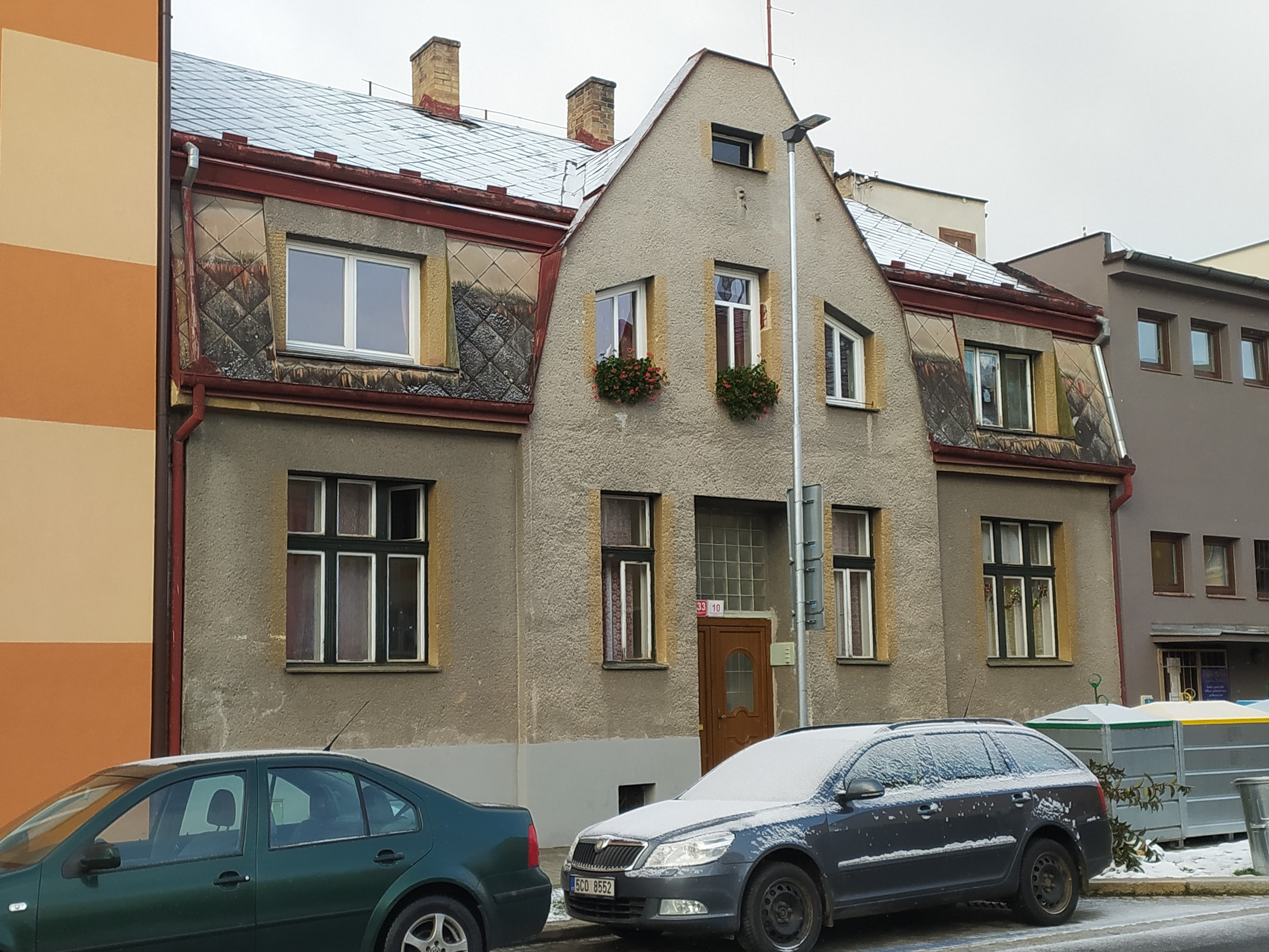
Rodinný dům v Zeyerově 10 (1911–1912), jedna z první realizací stavebního družstva Havlíček
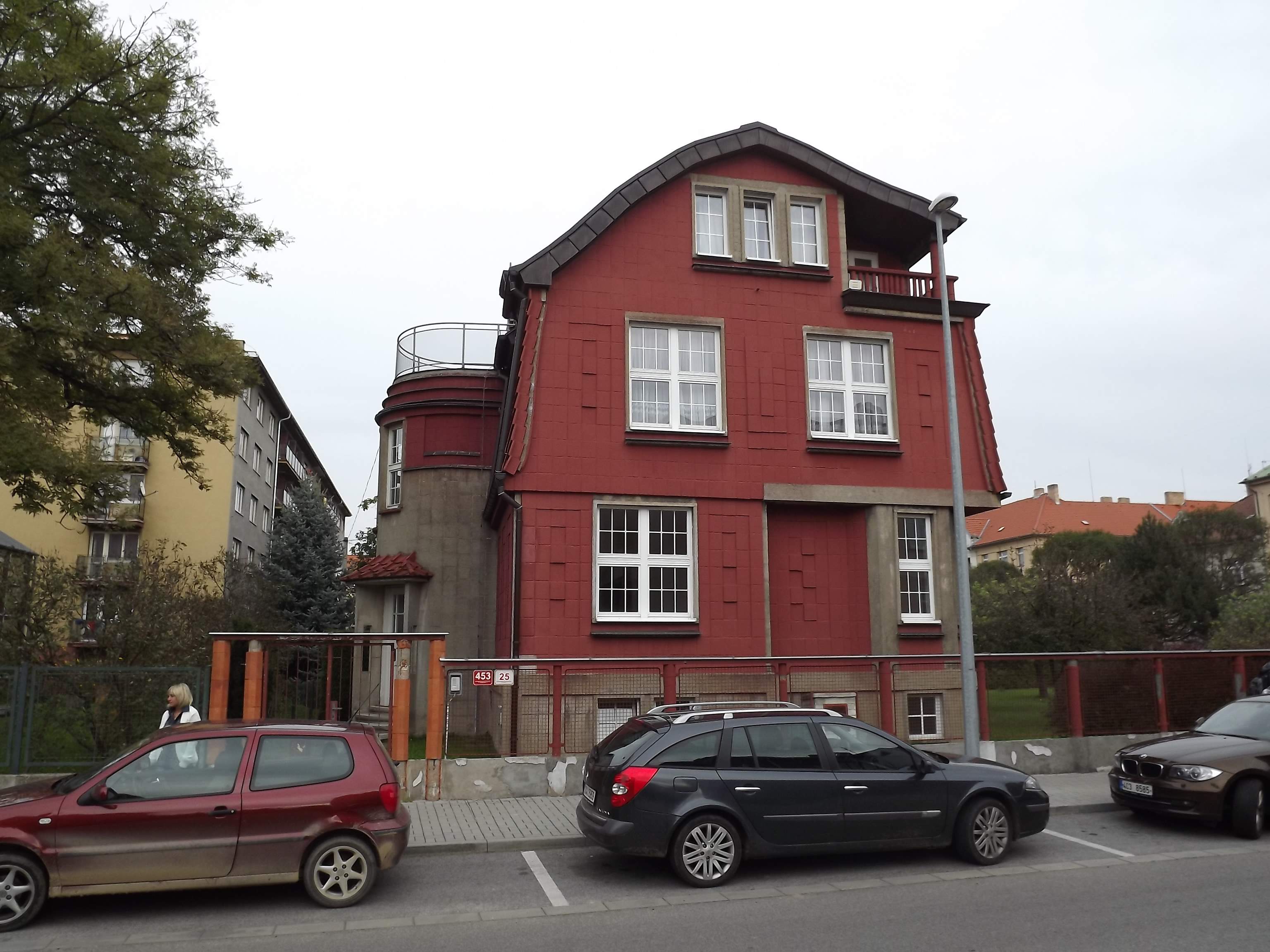
Vila Františka Petráše (1915–1916)
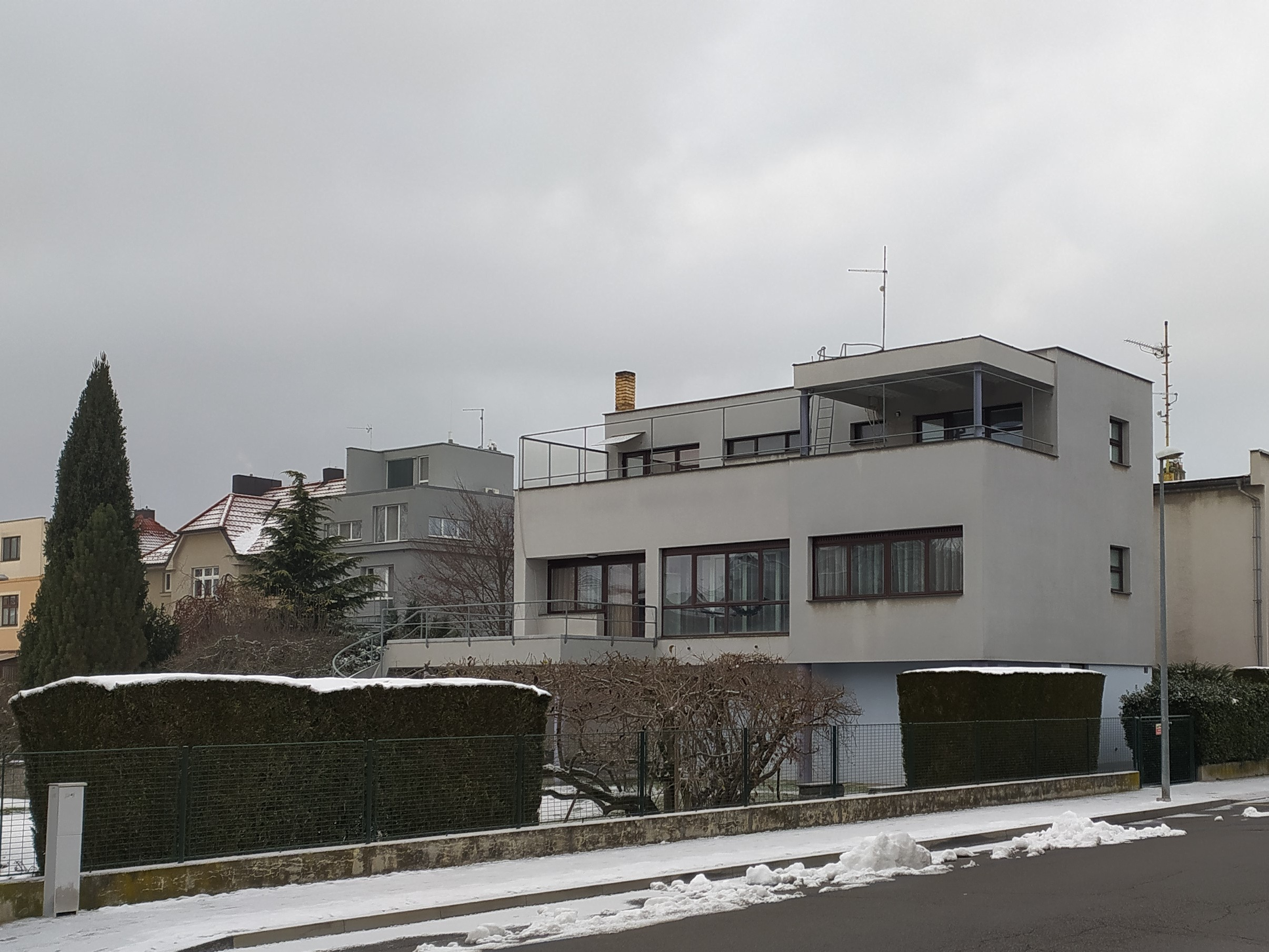
Rodinný dům JUDr. Františka Švece (1933–1934), čelní pohled
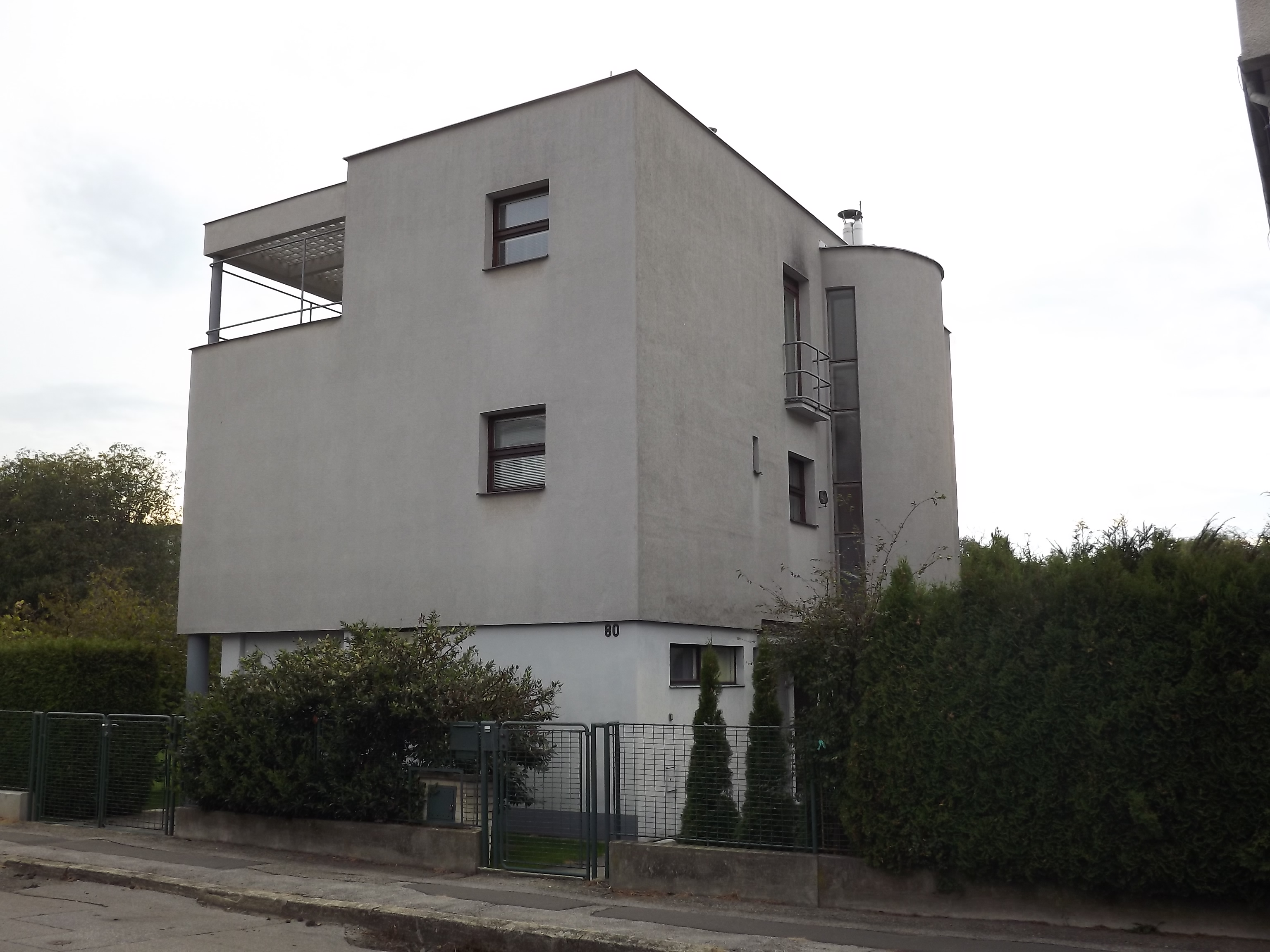
Rodinný dům Františka Švece (1933–1934)
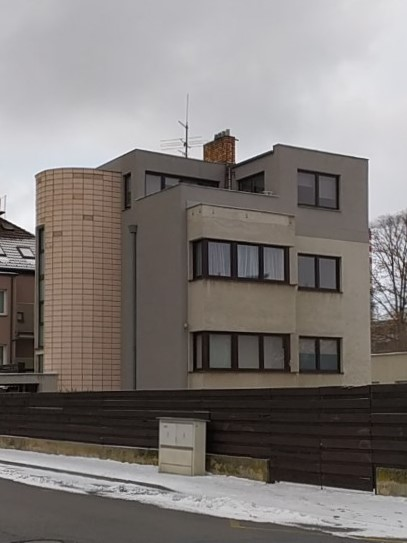
Druhá vila Františka Petráše (1939–1940)
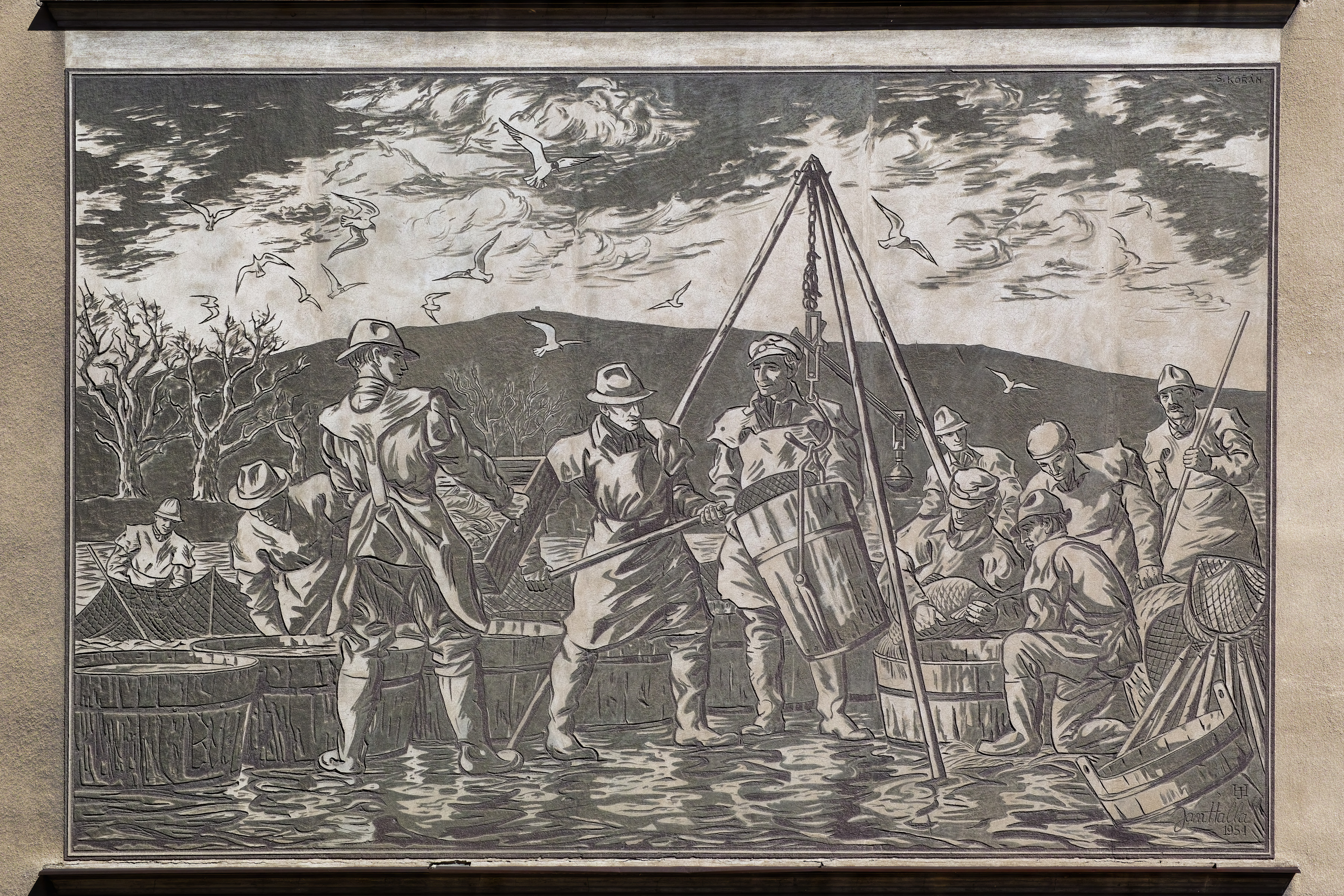
Jan Halla, Výlov rybníka, 1954, sgrafito na boční fasádě bytového domu v Čechově ulici